# Víctor de los Ríos
Víctor de los Ríos Campos (Santoña, 28 de marzo de 1909 - Santander, 13 de diciembre de 1996) fue un escultor e imaginero español.

## Biografía

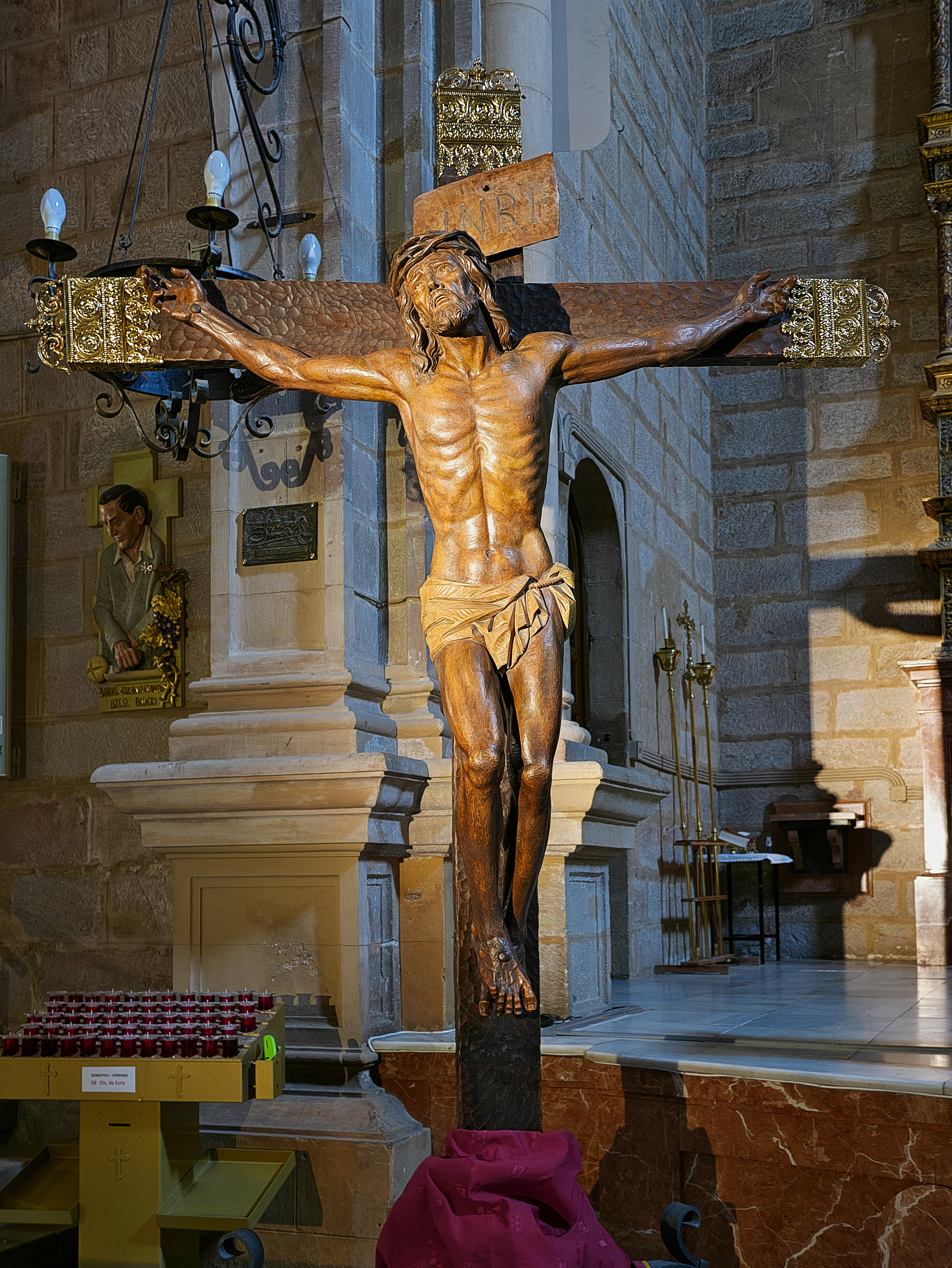
Cristo del Perdón, Basílica de Santa María la Mayor (Linares)

Nació en Santoña (Cantabria) el 28 de marzo de 1909. Era hijo de Joaquina Campos Mateo (Madrid, 1872-1915) y de Enrique de los Ríos Castillo (1873-1927), nacido en Madrid, funcionario del “Cuerpo de Penales” y destinado, a lo largo de su carrera, en varios centros penitenciarios de España entre ellos el penal de El Dueso de Santoña al que llegó en 1908 como “antropómetra fotógrafo” y experto en reconocimiento de huellas dactilares y en donde estuvo hasta 1911 en que fue destinado a Madrid. En ese corto período de tiempo nació Víctor, cuarto de seis hermanos. Enrique murió durante su destino en Elche, Alicante, de neumonía (como curiosidad habría que reseñar que fue amigo íntimo del escritor y premio Nobel Jacinto Benavente con quien se carteaba frecuentemente y quien sería padrino de una de sus hijas y valedor y benefactor de Víctor).
Su abuelo paterno, José de los Ríos García, era de origen cántabro, nacido en La Serna (Arenas de Iguña), de dónde provenía asimismo toda su familia por generaciones, dedicados mayoritariamente a la labranza y a la cantería.
José tenía catorce años (corría el año 1859) cuando sus padres se mudaron con toda la familia a Madrid buscando nuevas oportunidades. Aprendió el oficio de litógrafo y estampador y realizó trabajos para el Banco de España. Falleció en Madrid muy joven, antes de cumplir los 35 años; su hijo mayor, Enrique, tenía siete años y su hija Pilar cuatro. Esta hija, Pilar, se casaría con el pintor y arquitecto asturiano Víctor Martínez Otero (1867-1960) quien sería padrino de bautismo de Víctor de los Ríos y su mentor y maestro.
Víctor de los Ríos se casó en 1939 con Catalina Fernández-Llamazares González (1905-1996), única hija superviviente de un banquero leonés, Francisco Fernández-Llamazares Gutiérrez (1848-1919) sobrino de Catalina Fernández LLamazares (Banca Viuda de Salinas y Sobrinos), de inmensa fortuna, a la que legó entre otras propiedades la finca Dehesa La Cenia, en León, donde Víctor tendría un estudio y trabajaría muchos años. De este matrimonio nacería un hijo, Jesús de los Ríos Fernández-Llamazares (1939-1992), que no sobreviviría a sus padres.
Gracias a las relaciones de Catalina con importantes personalidades de la cultura y de la sociedad conseguiría Víctor los primeros encargos que le abrirían las puertas a una brillante carrera posterior.
Entre sus maestros están los escultores Enrique Sierra, Víctor Martínez Otero (su tío político y padrino) y Francisco Madurell Torras.
Trabajó en numerosas obras, sobre todo religiosas. En Palencia se le considera uno de los mejores autores de pasos para la Semana Santa. En esta ciudad talló los dos pasos titulares de la cofradía de Jesús Nazareno y, un año más tarde, en 1956 la célebre imagen de "La Entrada de Jesús en Jerusalén" para la cofradía del Santo Sepulcro. Destaca el gran legado que dejó en la Semana Santa de León o la de Linares, más amplio aún que el de Palencia. Para la Semana Santa de Zamora realiza la Virgen de la Esperanza, Virgen de gran devoción entre los zamoranos.
También trabajo para otros lugares de España dejando su obra, como es el caso de Orihuela (Alicante) donde realizó en 1965 el paso de "La Sentencia" con el que la Cofradía "Ecce-Homo" desfila cada Martes Santo. En Hellín (Albacete) podemos observar el paso de "Entrada de Jesús en Jerusalén", llamado popularmente "La Burrica", (copia de la talla palentina) o el grupo escultórico de la "Santísima Virgen de las Angustias y el Cristo Yacente" que desfilan en la Semana Santa de Hellín.
Es poseedor de un importante número de distinciones y condecoraciones: “Premio internacional de arte sacro de Venecia”, “Diploma del Congreso nacional de deportes”, “Medalla de oro de la ciudad de León”, “Medalla de plata al mérito turístico”, "Hijo predilecto y Medalla de oro de la villa de Santoña", etc.
Académico desde 1949 de la Real Academia de Bellas Artes de Santa Isabel de Hungría de Sevilla
Creó más de 600 obras, repartidas en museos, catedrales, colecciones particulares y centros oficiales. Fueron realizadas en sus estudios madrileños de las calles Almagro, Ríos Rosas y Vitrubio, y en los leoneses de Puerta Castillo y la finca Dehesa La Cenia.
Ya retirado, Víctor pasó sus últimos años en el Centro de Rehabilitación de Parayas, Maliaño, Cantabria.
Falleció el 13 de diciembre de 1996 en el Hospital Universitario de Valdecilla de Santander a la edad de 87 años, dejando un legado extenso a la ciudad que le vio nacer. Durante la Semana Santa de 2009 fue homenajeado en Santander junto a Manuel Cacicedo, al cumplirse el centenario del nacimiento de ambos imagineros.

## Obras destacadas
Pasos de la Semana Santa de León:
- El Descendimiento (7 figuras): Perteneciente a la Real Cofradía del Santísimo Sacramento de Minerva y la Santa Vera Cruz (1945).
- San Juan: Perteneciente a la Cofradía del Dulce Nombre de Jesús Nazareno con el cual ganó el premio nacional de escultura (1946)
- La Madre Dolorosa: Perteneciente a la Cofradía del Dulce Nombre de Jesús Nazareno (1949)
- La Sagrada Cena (13 figuras): Perteneciente a la Hermandad de Santa Marta y de la Sagrada Cena (1950)
- La Oración del Huerto (2 figuras): Perteneciente a la Cofradía del Dulce Nombre de Jesús Nazareno (1952)
- La Virgen de la Soledad : Perteneciente a la Real Hermandad de Jesús Divino Obrero (1958)
- La Resurrección (5 figuras): Perteneciente a la Real Hermandad de Jesús Divino Obrero (1959)
- La Casa de Betania (3 figuras): Perteneciente a la Hermandad de Santa Marta y de la Sagrada Cena (1969)
- Camino del Sepulcro (4 figuras): Perteneciente a la Cofradía de Nuestra Señora de las Angustias y Soledad (1972)

Pasos de la Semana Santa de Palencia:
- Nuestro Padre Jesús Nazareno con el Cirineo: Perteneciente a la Cofradía de Jesús Nazareno (1955)

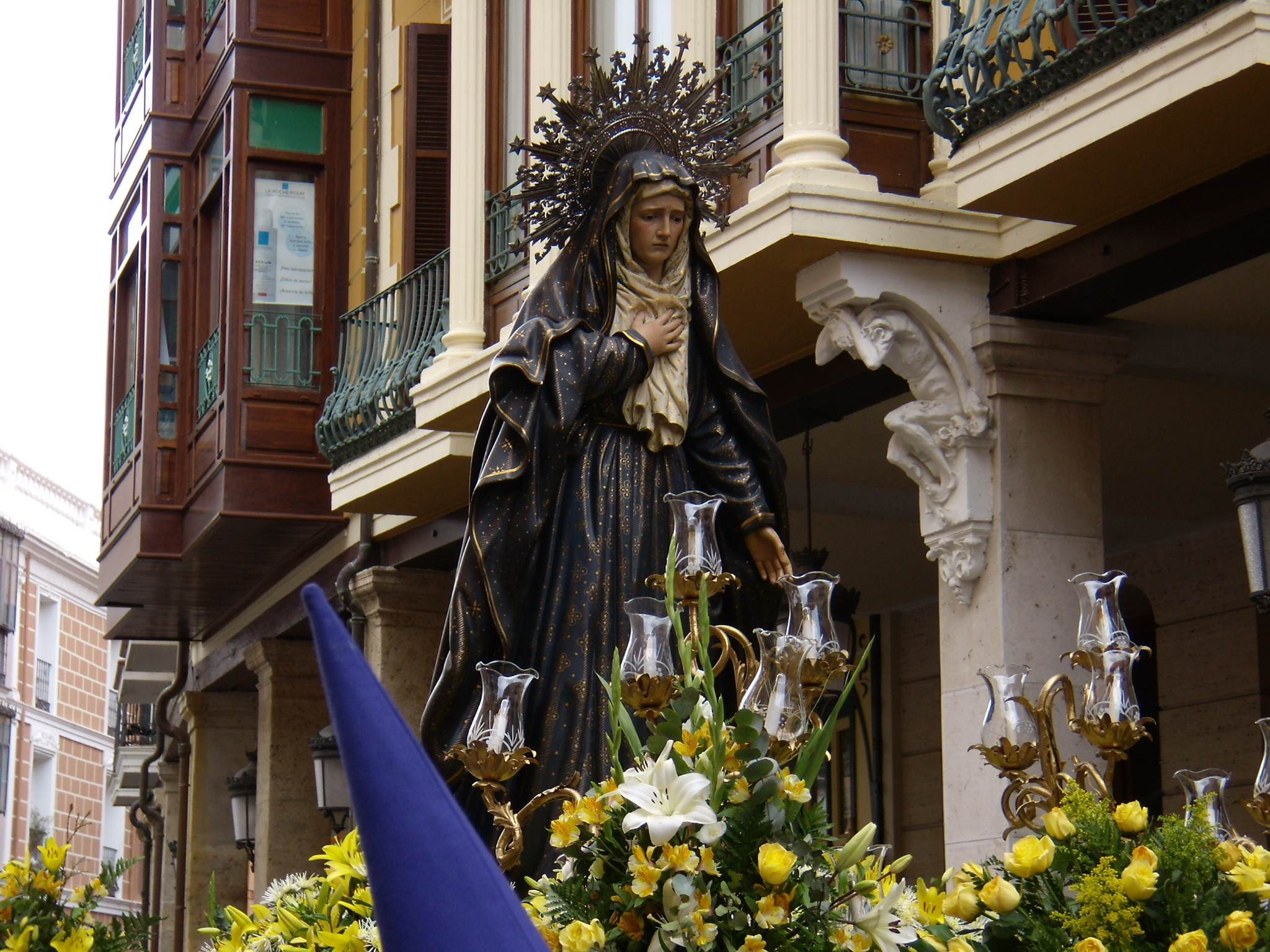
Virgen de la Amargura en Palencia.

- Virgen de la Amargura: Perteneciente a la Cofradía de Jesús Nazareno (1955)
- La Entrada de Jesús en Jerusalén: Perteneciente a la Real Cofradía del Santo Sepulcro (1956)

Pasos de la Semana Santa de Linares:
- La Sagrada Cena (13 figuras): Perteneciente a la Hermandad de la Santa Cena (1956)
- El Descendimiento: Perteneciente a la Hermandad del Descendimiento (1957)
- Cristo de la Resurrección: Perteneciente a la Hermandad del Resucitado (1957)
- Virgen del Amor Hermoso: Perteneciente a la Hermandad del Resucitado (1957)
- Nazareno: Perteneciente a la Cofradía del Nazareno (1960)
- San Juan Evangelista: Perteneciente a la Cofradía del Nazareno (1960)

Otros Pasos de Semana Santa:
- El Expolio: Paso de la Semana Santa de Santander (1948)
- El Descendimiento: Paso de la Semana Santa de Santander (1950-1951)
- Cristo descendido de la Cruz: Paso de la Semana Santa de Jaén (1959)
- Santísima Virgen de las Angustias y Cristo Yacente: Paso de la Semana Santa de Hellín (1952)
- Entrada de Jesús en Jerusalén: Paso de la Semana Santa de Hellín (1959)
- La Sentencia: Paso de la Semana Santa de Orihuela, perteneciente a la cofradía del Ecce-Homo (1965)
- Virgen de la Esperanza : Paso de la Semana Santa de Zamora, pertenece a la cofradía de Jesús del Vía Crucis pero es prestada a la cofradía de la Virgen de la Esperanza (1950)
- Santo Entierro de Cristo: Paso de la Semana Santa de Torreperogil

Otras obras religiosas:
- La Dolorosa: Mausoleo en memoria del P. Pedro Poveda, en el Cementerio de la Sacramental de S. Lorenzo, en Madrid (1947)
- San Francisco de Asís: En la iglesia del mismo nombre, en Linares (1959)
- San Pablo: Situado en la plaza dedicada al apóstol, en Tarragona (1963)
- Sagrado Corazón: En la Basílica de Jesús de Medinaceli en Madrid (1970)

Obra no religiosa:
- Monumento al Pastor (3 figuras): Situado en La Picota, Ameyugo, Burgos (1961)
- Monumento a la Paz: Situada en Altea (Alicante) (1963)
- Don Quijote en Sierra Morena: Situado en el Campus de Vegazana, en León (1964)
- Monumento al Maestro: Situado en el Parque del Oeste, de Madrid (1965)
- Los 4 Leones: En el Puente de los leones, de León (1967)
- Monumento al Minero: En el Palacio Municipal del Ayuntamiento de Linares (1968)
- Monumento a la Agricultura: En la Escuela Superior y Técnica de Ingeniería Agraria de la Universidad de León (1969)